# Théodore Lefèvre
Théodore Lefèvre (1914 — 1973) foi um político da Bélgica. Ocupou o lugar de primeiro-ministro da Bélgica (ou Ministro-Presidente) de 25 de Abril de 1961 a 28 de Julho de 1965.

## Carreira política
Théo Lefèvre foi eleito para a Câmara dos Representantes em 1946 e exerceu funções até 1971, quando se tornou membro do Senado belga (1971-1973).
Em setembro de 1950, Lefèvre tornou-se presidente do PSC-CVP (1950-1961). Em dezembro de 1958 foi nomeado Ministro de Estado.
Em 1961, após a queda do quarto governo de Gaston Eyskens e as seguintes eleições antecipadas, Lefèvre tornou-se primeiro-ministro de um governo de coalizão com os socialistas belgas. Durante este período, o exército belga interveio no Congo (Operação Dragon Rouge). Seu governo encontrou forte oposição e a reforma planejada do sistema de saúde só teve sucesso devido às grandes concessões feitas pelo governo. Tendo se tornado impopular, Lefèvre perdeu as eleições de 1965 e foi excluído do próximo governo, que era um governo de coalizão de democratas-cristãos e liberais.
Em 1968, Lefèvre foi novamente incluído no governo liderado por Gaston Eyskens (Eyskens V) como um ministro sem pasta, encarregado da política científica (1968-1972). Em 1972 (Eyskens VI) tornou-se secretário estadual de política científica (janeiro de 1972 - janeiro de 1973).

## Vida pessoal
Em 26 de agosto de 1944, Theo Lefèvre casou-se com Marie-José Billiaert (1918–1998). Eles tiveram três filhos.